# La Sentinelle endormie
Pour plus de détails, voir Fiche technique et Distribution.
La Sentinelle endormie est un film français de production franco-italienne réalisé par Jean Dréville en 1965, sorti en 1966.

## Synopsis
En 1812, Napoléon Ier se met en route pour la campagne de Russie et prévoit de passer une nuit à Châlons-sur-Marne. Mais la police ayant connaissance d'un projet d'attentat, le lieu d'hébergement est modifié au dernier moment et la maison du docteur Mathieu, médecin demeurant à Champaubert, est réquisitionnée. Or, le docteur Mathieu est un opposant de l'empereur qui s'est allié aux instigateurs de l'attentat, les royalistes Villeroy et Queffelec. Ces derniers décident de poser leur bombe chez le médecin, dont la famille (notamment sa fille Mathilde) se retrouve alors en danger...

## Fiche technique
(établie d'après le générique du film et les fiches visées en liens externes)
- Titre : La Sentinelle endormie
- Réalisation : Jean Dréville
- Scénario et dialogues : Noël-Noël
- Décors : Robert Dumesnil
- Costumes : Jean Zay
- Musique : Georges Auric
- Photographie : Pierre Petit
- Son : Antoine Archimbaud, Jacques Carrère et Jean Neny
- Montage : Albert Jurgenson
- Directeur de production : Paul Laffargue, pour Le Film d'Art (Paris,  France) et Flora Film (Rome,  Italie)
- Pays d'origine :  France |  Italie
- Genre : Comédie dramatique
- Format : Couleur (Superpanorama 70 / Eastmancolor)
- Durée : 90 minutes
- Dates et lieu de tournage : du 6 septembre 1965 au 18 octobre 1965, aux Studios de Billancourt
- Date de sortie : 
  - France - 21 janvier 1966

## Distribution[1]
- Noël-Noël : Le docteur Mathieu
- Pascale Audret : Mathilde
- Michel Galabru : Florin
- Raymond Souplex : Villeroy
- Francis Blanche : Constant
- Micheline Luccioni : Clémence
- René Arrieu : Marto
- Jean Sobieski : Nicolas
- Jean Ozenne : Queffelec
- Alexandre Rignault	: Sylvain
- Paul Bonifas : Lanier
- Philippe Castelli : Un grognard
- Charles Charras : Saint-Breuil
- Gérard Darrieu : Boissier
- Guy Delorme : Un officier
- Jean Lanier : Durosnel
- Carlo Nell	: Le général
- Alain Noël : Tony
- Robert Party : Caulaincourt
- Paul Pavel	: Le sergent Laurent
- Le nom de l'acteur apparaissant brièvement dans le rôle du mamelouk Ali n'est pas crédité au générique.

## En bref
Les scènes du passage des troupes de Napoléon partant pour la Russie, selon le site désignés dans les références, ont été tournées sur la D46 à Milon-la-Chapelle et les scènes se déroulant dans la maison du docteur Mathieu, dans le jardin et devant le portail d'entrée ont été tournées au château de Milon (ou d'Abzac) dans la même agglomération.
On peut remarquer l'originalité du générique imprimé sur des rectangles sombres dans la partie supérieure de l'image. Est-ce pour cacher les fils électriques entre les poteaux plus ou moins bien dissimulés par des branchages ou des arbustes?